# Tipula wuana
Tipula wuana är en tvåvingeart som beskrevs av Alexander 1966. Tipula wuana ingår i släktet Tipula och familjen storharkrankar. Inga underarter finns listade i Catalogue of Life.